# Nokia Arena (Tampere)
Nokia Arena (cunoscută și ca Nokia-areena, Tampere Arena sau Tampereen Kannen areena) este o arenă acoperită multifuncțională din Tampere, Finlanda. Este sponsorizată de compania finlandeză de telecomunicații Nokia. Arena a găzduit Campionatele Mondiale de hochei din 2022 și 2023.